# نلسون داویتیان
نلسون همایاکی داویتیان (ارمنی: Նելսոն Հմայակի Դավթյան، زاده ۶ آوریل ۱۹۵۰ در چارتار - درگذشته ۱۱ سپتامبر ۲۰۱۶ در کی‌یف) کشتی‌گیر بازنشسته در رشته فرنگی و مربی اهل ارمنستان بود.
داویتیان در بازی‌های المپیک تابستانی ۱۹۷۶ برنده مدال نقره شد. وی همچنین در سال‌های ۱۹۷۴ و ۱۹۷۵ در مسابقات قهرمانی کشتی جهان برنده مدال طلا شد.